# لکتین

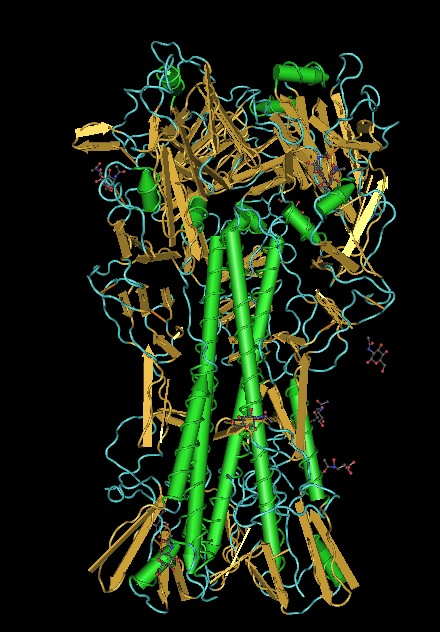
Lateral hemagglutinine

لکتین (انگلیسی: Lectin) پروتئین‌هایی‌اند که به کربوهیدرات‌ها می‌چسبند و به شدت برای گروه مولکولی قندها اختصاصی (با ویژگی زیاد) عمل می‌کنند. لکتین‌ها در شناسایی (recognition) در سطح سلولی و مولکولی نقش دارند و در پدیده زیست‌شناختی شناسایی (recognition) که شامل) شناسایی سلول‌ها، کربوهیدرات‌ها و پروتئین‌ها است، نقش بازی می‌کند. لکتین (lectin) از نظر لُغوی نباید با لسیتین و لپتین اشتباه شود. طبق تحقیقات گروهی از دانشمندان پزشکی در موسسه فناوری ماساچوست(MIT)، لکتین‌ها یکی از اجزای اصلی و موثر در قرص گیاهی موسوم به اورتیدین انواع لکتین است که برای درمان تکرر ادرار خفیف) تا متوسط می شود. لکتین موجود در آن بهانداب
نقش لکتین در گیاه هنوز به طور کامل شخص نیست.
لکتین‌ها در همه‌جای طبیعت هستند و در بسیاری از غذاها یافت می‌شوند. برای [[کاهش) محتوای لکتین بعضی از مواد غذایی مانند لوبیا و غلات باید پخته یا تخمیر شوند. برخی لکتین‌ها مفید هستند، مانند CLEC11A، که رشد استخوان را تقویت می‌کند. در حالی که برخی دیگر ممکن است سموم قدرتمندی باشند مانند ریسین.
لکتین‌ها ممکن است توسط مونو و یا الیگوساکاریدهای اختصاصی، که در مواد هضم شده غلات، حبوبات، گیاهان شبدر و لبنیات هستند غیرفعال شوند، این اتصال می‌تواند از اتصال آن‌ها به کربوهیدرات‌های موجود در غشای سلولی جلوگیری کند. اختصاصیت (selectivity) لکتین‌ها به این معنی است که آن‌ها برای تجزیه و تحلیل گروه خونی مفید هستند و در تحقیقات صورت گرفته به طور بالقوه می‌تواند در انتقال مقاومت به آفات در گیاهان مهندسی ژنتیک شده استفاده شود.

## ریشه‌یابی واژهٔ «لکتین»
ویلیام سی. بوید به تنهایی و سپس با الیزابت شاپلی واژهٔ «لکتین» (lectin) را در سال ۱۹۵۴ از واژهٔ لاتین lego «انتخاب شده» (یا lergere- «برای انتخاب») به دلیل نقش شناسایی یا همان انتخاب کردن به این نام معرفی کردند. 
| جدول لکتین‌های بزرگ گیاهی                              | جدول لکتین‌های بزرگ گیاهی                             | جدول لکتین‌های بزرگ گیاهی                           | جدول لکتین‌های بزرگ گیاهی |
| سمبول لکتین                                           | نام لکتین                                            | منبع                                               | موتیف های لیگاند |
| لکتین‌های متصل شونده به مانوز                          | لکتین‌های متصل شونده به مانوز                         | لکتین‌های متصل شونده به مانوز                       | لکتین‌های متصل شونده به مانوز |
| ----------------------------------------------------- | ---------------------------------------------------- | -------------------------------------------------- | --- |
| ConA                                                  | کانکاناوالین آ(بر گرفته از نام انگلیسی یک نوع لوبیا) | یک نوع لوبیا موسوم به لوبیا جکCanavalia-ensiformis | باقی مانده های آلفا-D گلوکزیل و آلفا-D مانوزیل branched α-mannosidic structures (high α-mannose type, or hybrid type and biantennary complex type N-Glycans) |
| LCH                                                   | لکتین عدس                                            | Lens culinaris                                     | Fucosylated core region of bi- and triantennary complex type N-Glycans                                                                                       |
| GNA                                                   | گل برفی                                              | Galanthus nivalis                                  | α 1-3 and α 1-6 linked high mannose structures |
| لکتین‌های متصل شونده به گالاکتوز\N-استیل گالاکتوز آمین |                                                      |                                                    | |
| RCA                                                   | Ricin, Ricinus communis Agglutinin, RCA120           | Ricinus communis                                   | Galβ1-4GalNAcβ1-R |
| PNA                                                   | آگلونتین بادام زمینی                                 | Arachis hypogaea                                   | Galβ1-3GalNAcα1-Ser/Thr (T-Antigen) |
| AIL                                                   | ژاکلین                                               | Artocarpus integrifolia                            | (Sia)Galβ1-3GalNAcα1-Ser/Thr (T-Antigen) |
| VVL                                                   | Hairy vetch lectin                                   | Vicia villosa                                      | GalNAcα-Ser/Thr (Tn-Antigen) |
| لکتین‌های متصل شونده به N-استیل گلوکز آمین             |                                                      |                                                    | |
| WGA                                                   | Wheat Germ Agglutinin, WGA                           | Triticum vulgaris                                  | GlcNAcβ1-4GlcNAcβ1-4GlcNAc, Neu5Ac (sialic acid) |
| لکتین‌های متصل شونده به N-استیل نورامینیک اسید         |                                                      |                                                    | |
| SNA                                                   | Elderberry lectin                                    | Sambucus nigra                                     | Neu5Acα2-6Gal(NAc)-R |
| MAL                                                   | Maackia amurensis leukoagglutinin                    | Maackia amurensis                                  | Neu5Ac/Gcα2,3Galβ1,4Glc(NAc) |
| MAH                                                   | Maackia amurensis hemoagglutinin                     | Maackia amurensis                                  | Neu5Ac/Gcα2,3Galβ1,3(Neu5Acα2,6)GalNac |
| لکتین‌های متصل شونده به فوکوز                          |                                                      |                                                    | |
| UEA                                                   | Ulex europaeus agglutinin                            | Ulex europaeus                                     | Fucα1-2Gal-R |
| AAL                                                   | Aleuria aurantia lectin                              | Aleuria aurantia                                   | Fucα1-2Galβ1-4(Fucα1-3/4)Galβ1-4GlcNAc, R2-GlcNAcβ1-4(Fucα1-6)GlcNAc-R1                                                                                      |

## نقش لکتین در گیاهان
نقش لکتین در گیاهان (legume lectin) هنوز ناشناخته است. متأسفانه با وجود اطلاعات نسبتاً کاملی که در مورد خصوصیات شیمیایی لکتین‌ها در دست است ( توالی اسید آمینه‌های لکتین‌های متعددی کاملاً شناخته شده‌اند)، نقش و عمل فیزیولوژیکی آن‌ها در گیاهان هنوز مبهم باقی مانده است. فراوان بودن لکتین در بذرها سبب قوت گرفتن احتمال دخالت آن‌ها در بلوغ و جوانه‌زنی بذرها یا خواب اجباری شده‌است. چون لکتین‌ها عمدتاً در بخش‌های پروتئینی ذخیره‌ای بذر نقش متمرکزند، برخی اعتقاد دارند آن‌ها در سازماندهی و تحرک پروتئین‌های ذخیره‌ای بذر نقش دارند. با توجه به نقش بازدارندگی لکتین‌ها در رشد و جوانه‌زنی قارچ‌ها، برخی نیز معتقدند که این ترکیبات در سازوکار دفاعی به ویژه در بذرها نقش دارند.